# Richard Falckenberg
Friedrich Otto Richard Falckenberg (* 23. Dezember 1851 in Magdeburg; † 28. September 1920 in Jena) war ein deutscher Philosophiehistoriker.

## Leben
Richard Falckenberg war ein Sohn des Magdeburger Zuckerfabrikanten Friedrich Otto Falckenberg (1815–1861). Nach dem Tod des Vaters zog dessen Witwe mit ihm nach Dessau, wo er das Gymnasium besuchte. In dieser Zeit beschäftigte er sich sowohl mit Musik wie auch mit Philosophie, wandte sich schließlich letzterer zu. 1872 erwarb er die Hochschulreife und schrieb sich an der Universität Jena ein. Im weiteren Verlauf seines Studiums besuchte Falckenberg die Universitäten Leipzig, Halle, Erlangen und Göttingen.
In Jena wurde er 1877 zum Doktor der Philosophie promoviert. Nach der Habilitation 1880 lehrte er in Jena als Privatdozent. Sieben Jahre darauf wurde er zum außerordentlichen Philosophieprofessor ernannt. 1889 erhielt Falckenberg eine Berufung zum ordentlichen Philosophieprofessor an der Universität Erlangen, wo er bis zu seinem Lebensende lehrte. Doch auch der Musik blieb er verbunden und war in seiner Erlanger Zeit in der Musikszene der Stadt wohlbekannt. Er starb am 28. September 1920 in Jena im Alter von 68 Jahren.
1884 heiratete Falckenberg in Dessau die Sängerin Else Pielke (1856–1934), eine Tochter des Pfarrers Karl Pielke (1816–1894). Der Ehe entstammen drei Söhne, darunter der Jurist Robert Falckenberg sowie der Gießener Mathematikprofessor Otto Richard Hans Falckenberg (1885–1946).

## Wirken
Falckenberg hat ein umfangreiches philosophiegeschichtliches Werk verfasst. Weite Verbreitung fand seine Geschichte der neueren Philosophie von Nikolaus von Kues bis zur Gegenwart (zuerst 1886), die mehrfach in neuen Bearbeitungen erschien. Dieses Buch, aber auch seine akademische Lehrtätigkeit in Erlangen entfalteten eine starke Wirkung im Bereich des philosophiegeschichtlichen Studiums. Dabei griff er die Wahrheit der Philosophie nicht dogmatisch, sondern historisch auf und strebte nach Harmonie und Gerechtigkeit. Er gehörte einem kritischen Idealismus an. Ferner schrieb er sechs Artikel für die Allgemeine Deutsche Biographie.

## Werke
- Grundzüge der Philosophie des Nicolaus Cusanus (Breslau 1880; online)
- Geschichte der neueren Philosophie von Nikolaus von Kues bis zur Gegenwart (1886, neunte Auflage 1927; online)
- Hermann Lotze. 1. Teil: Das Leben und die Entstehung der Schriften nach den Briefen (Stuttgart 1901; online)
- Kant und das Jahrhundert (Leipzig 1907; online)